# Kawasaki Shōzō
Pour les articles homonymes, voir Kawasaki.
Kawasaki Shōzō est un nom japonais traditionnel ; le nom de famille (ou le nom d'école), Kawasaki, précède donc le prénom (ou le nom d'artiste).
Kawasaki Shōzō (川崎 正蔵?, 2 décembre 1837 – 2 décembre 1912) est un industriel japonais, en particulier dans le domaine de la construction navale. Il est le fondateur, en 1878, de la société Kawasaki Heavy Industries.

## Biographie
Né à Kagoshima fils d'un marchand de kimono, Kawasaki Shōzō devient commerçant à l'âge de 17 ans à Nagasaki, seul endroit au Japon alors ouvert à l'Occident. Il fonde une entreprise de transport maritime à Osaka à 27 ans, entreprise qui échoue lorsque son navire de charge coule lors d'une tempête. En 1869, il rejoint une société important du sucre des îles Ryūkyū, créée par un samouraï de Kagoshima et en 1893, recherche du sucre des et un itinéraire maritime vers les Ryūkyū à la demande du Ministère des finances. En 1894, il a été nommé vice-président exécutif de la Japan Mail Steam-Powered Shipping Company et réussit à ouvrir une route maritime vers les Ryūkyū et à transporter du sucre de l'île au Japon.
Après avoir connu de nombreux accidents de mer, Kawasaki a plus confiance dans les navires occidentaux parce qu'ils sont plus spacieux, stables et plus rapides que les navires japonais typiques. À la même époque, il devient très intéressé par l'industrie de la construction navale moderne. En avril 1876, soutenu par Matsukata Masayoshi le vice-ministre des finances, originaire de la même province que Kawasaki, il fonde la Kawasaki Tsukiji Shipyard sur des terres empruntées au gouvernement le long de la Sumida-gawa, à Tsukiji Minami-Iizaka-cho (actuellement Tsukiji 7-chome, arrondissement Chūō-ku de Tokyo, ce qui constitue un grand pas en avant en tant que constructeur naval.
Kawasaki Heavy Industries et Kawasaki Steel font remonter leurs origines en avril 1878, lorsque Kawasaki Shōzō (川崎 正蔵) créé la Kawasaki Tsukiji Shipyard à Tokyo. Dix-huit ans plus tard, en 1896, l'entreprise devient la Kawasaki Dockyard Co., Ltd..